# Esmat Shanwary
Esmat Shanwary (* 9. Oktober 1993 in Kabul, Afghanistan) ist ein niederländischer Fußballspieler afghanischer Abstammung. Er spielt momentan bei GVVV und in der Afghanischen Fußballnationalmannschaft.

## Karriere
In seiner Jugend spielte Shanwary von 2003 bis 2009 bei dem niederländischen Fußballverein NEC Nijmegen, von 2009 bis 2012 spielte er bei N.E.C./FC Oss und von 2012 bis 2014 bei FC Utrecht. Anschließend spielte er von 2014 bis 2015 bei Achilles ’29 und seit 2014 bei der GVVV.
Am 29. Mai 2015 spielte er sein erstes Länderspiel für Afghanistan gegen Laos. Am 2. Juni 2015 schoss er während eines Freundschaftsspiels gegen Bangladesch sein erstes Länderspieltor.